# Berlepsch-tinamu
A Berlepsch-tinamu (Crypturellus berlepschi) a tinamualakúak (Tinamiformes) rendjébe, ezen belül a tinamufélék (Tinamidae) családjába tartozó faj.

## Rendszerezése
A fajt Lionel Walter Rothschild angol báró és ornitológus írta le 1897-ben, a Crypturus nembe Crypturus berlepschi néven. Nevét és faji tudományos nevét Hans von Berlepsch német ornitológusról kapta.

## Előfordulása
Dél-Amerika északnyugati részén, Kolumbia és Ecuador területén honos. Természetes élőhelyei a szubtrópusi és trópusi síkvidéki esőerdők. Állandó, nem vonuló faj.

## Megjelenése
Testhossza 32 centiméter, testtömege 430-615 gramm.

## Természetvédelmi helyzete
Az elterjedési területe nagy, egyedszáma ugyan csökken, de még nem éri el a kritikus szintet. A Természetvédelmi Világszövetség Vörös listáján nem fenyegetett fajként szerepel.